# Otto Braun (Journalist)

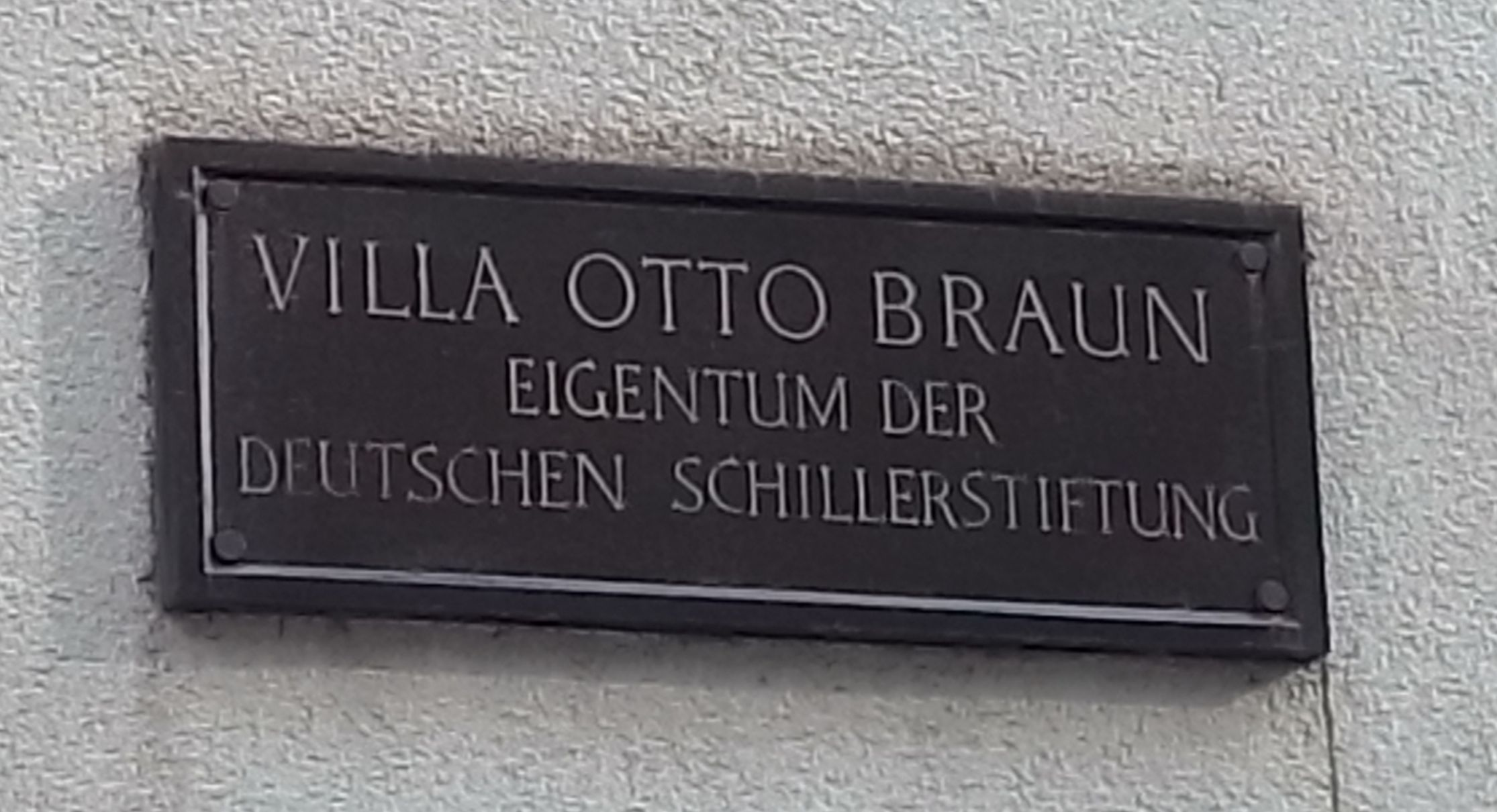
Gedenktafel an der Villa von Otto Braun

Johann Otto Philipp Braun (* 1. August 1824 in Kassel; † 11. Juni 1900 in München) war ein deutscher Journalist.

## Leben

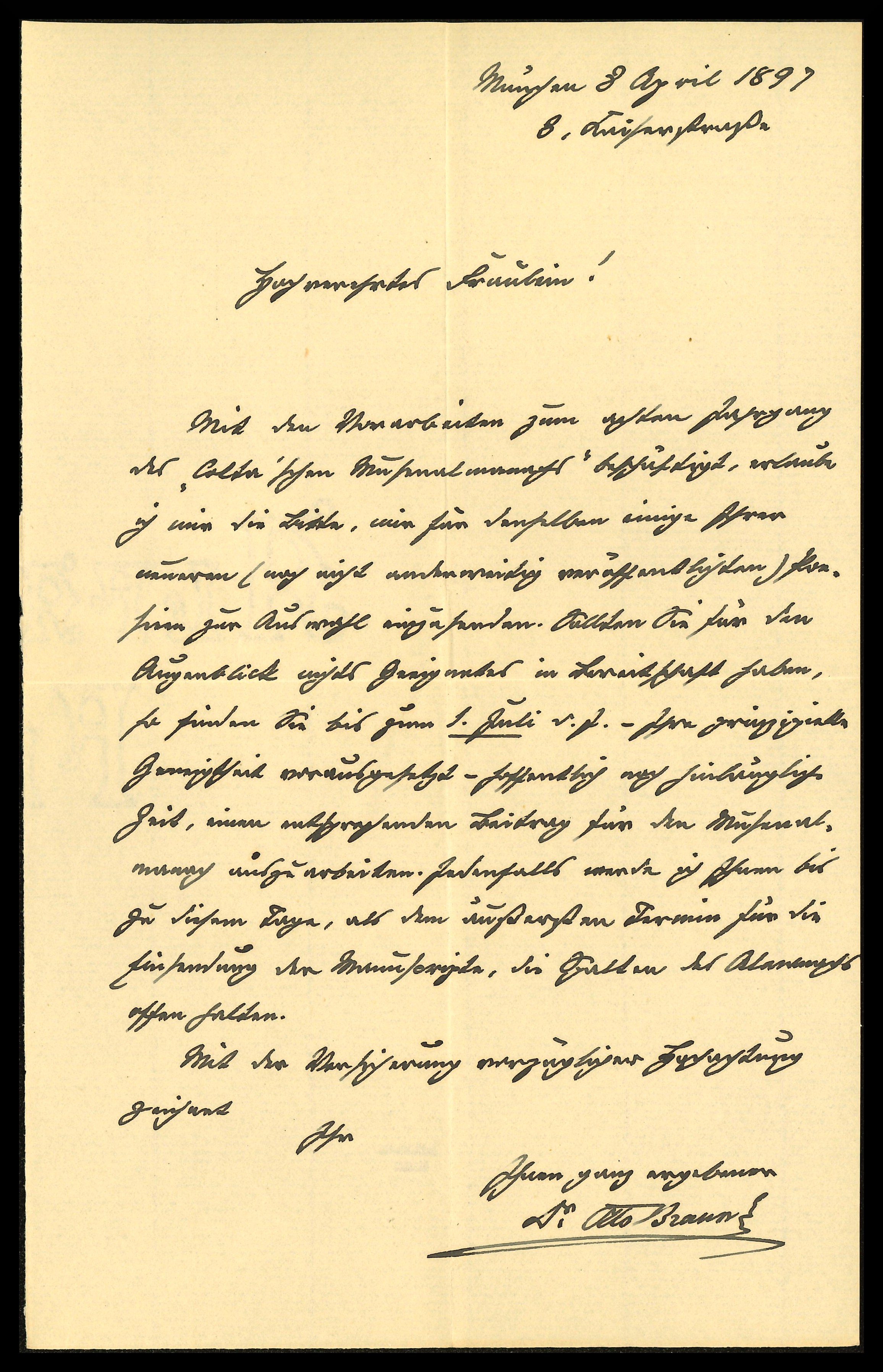
Brief von Braun als Herausgeber des Musen-Almanachs an Frieda Port (1897)

Als Sohn des Kurfürstlichen Hofwagenbauers Braun besuchte Otto Braun das Friedrichsgymnasium in Kassel. An der Rheinischen Friedrich-Wilhelms-Universität Bonn begann er Rechtswissenschaft, Geschichte, Neuere Sprachen und Schöne Wissenschaften zu studieren. 1846 wurde er im Corps Rhenania Bonn aktiv. Er wechselte an die Philipps-Universität Marburg, wo er sich am 17. November 1847 auch dem Corps Teutonia Marburg anschloss. Er bewährte sich als Senior und war 1848 Präsident der Marburger Studentenschaft beim Wartburgfest.
1850 ging er nach Paris, wo er sich mit Carl Schurz und Adolf Strodtmann anfreundete und Romanistik studierte. Georg von Cotta schickte ihn 1855 auf Reisen, besonders nach Spanien. Ab 1857 gab er die Hessischen Jahrbücher und das Casseler Sonntagsblatt heraus.
In Augsburg wurde er 1860 Redakteur der im Deutschen Bund hoch angesehenen Allgemeinen Zeitung. Braun schrieb und übersetzte Gedichte und widmete sich besonders dem Feuilleton.
1864 heiratete er Isabella Dulcken (1836–1899) in Augsburg. Die in London geborene Musikerin tourte 1848 bis 1854 durch ganz Europa und ließ sich 1854 in Paris nieder, wo sie Otto Braun kennenlernte. Aus der Ehe gingen zwei Kinder hervor, Heinrich Alfred (1865–vor 1894) und Sophie Ottilie Friederike Isabella (1872–1894).
Die Cotta’sche Verlagsbuchhandlung verlegte die Allgemeine Zeitung 1869 nach München und ernannte Braun am 1. März 1869 zum Chefredakteur; Braun zog zusammen mit seiner Familie aber erst 1882 nach München. In seiner Zeit wandelte sich die großdeutsche Orientierung des Blattes zu kleindeutschem Antikatholizismus. Hingegen dankte Moritz Lazarus Braun für seine philosemitischen Publikationen. Der Cotta-Verlag bestellte Braun 1891 als Herausgeber seines Musen-Almanachs in Stuttgart.

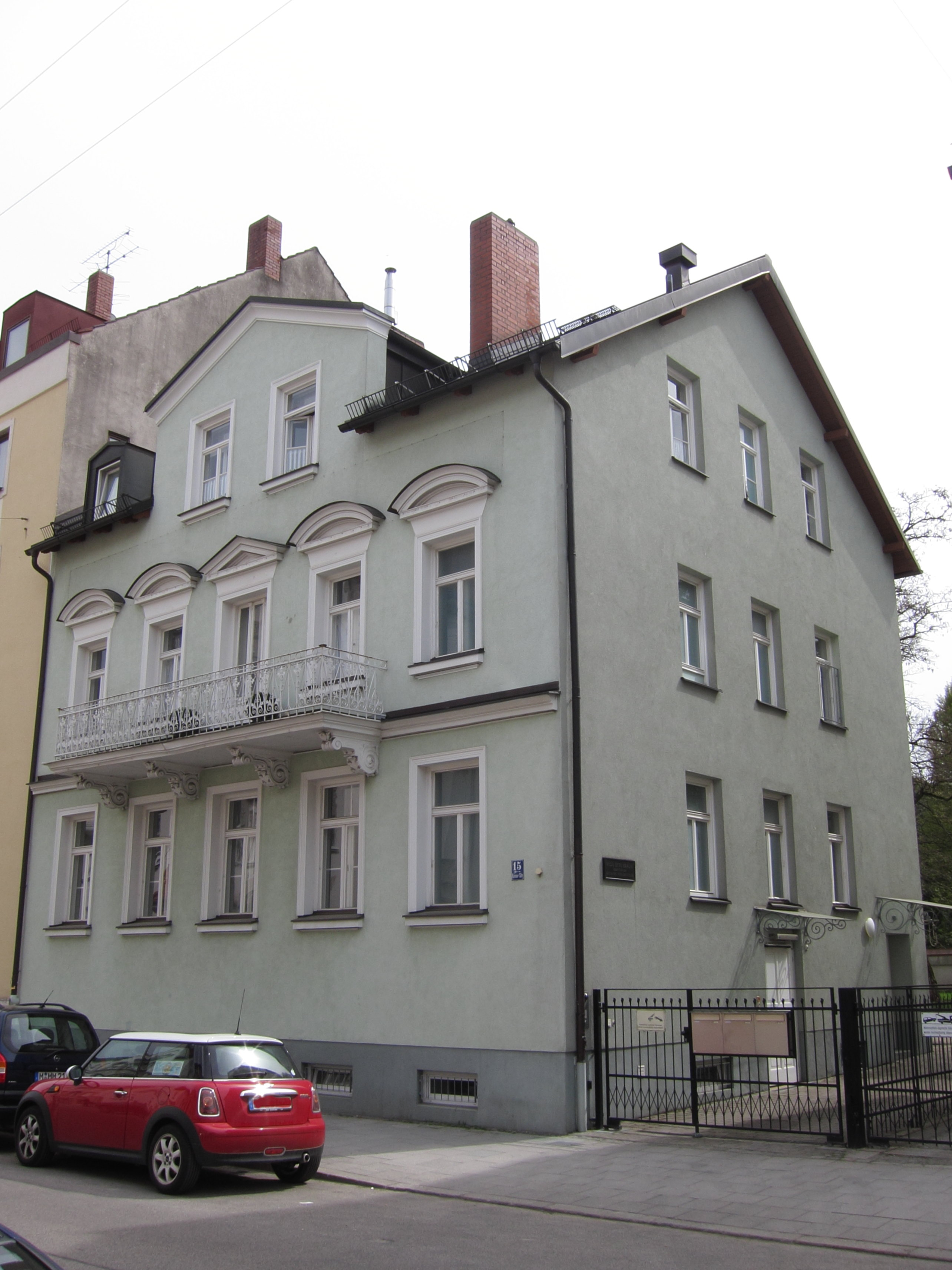
Villa Otto Braun in München

Im Jahr 1895 kaufte Braun sich das Gebäude in der Kaiserstraße 8 (heute 15) und baute es in den folgenden Jahren mehrfach zur heutigen Villa Otto Braun aus. Am 10. Oktober 1899 schenkte er die Villa der Deutschen Schillerstiftung, behielt sich aber zu seinen Lebzeiten freie Verfügung über das Gebäude. Bei der notwendig gewordenen Neugründung der Schillerstiftung im Jahr 1995 diente der Verkauf der Villa als Vermögensgrundlage der zukünftigen Fördertätigkeit.
Seit 1995 verleiht die Deutsche Schillerstiftung in unregelmäßigen Abständen die Otto Braun-Ehrengabe.

## Nachlass
Brauns Nachlass befindet sich in der Bayerischen Staatsbibliothek.

## Ehrungen
- Dr. phil. h. c. der Ludwig-Maximilians-Universität München (1885)[12]
- Ehrenmitgliedschaft der Deutschen Schillerstiftung (21./22. Oktober 1899)[8]